# 小公洞
小公洞 （ソゴントン、朝：소공동）は、ソウル特別市中区にある行政洞。

## 概要
小公洞は中区西部に位置している行政洞である。北と西が区境となっており、北は鍾路区、西は西大門区にそれぞれ接している。東は同じ区内の明洞、南は会賢洞、南西は中林洞にそれぞれ接している。

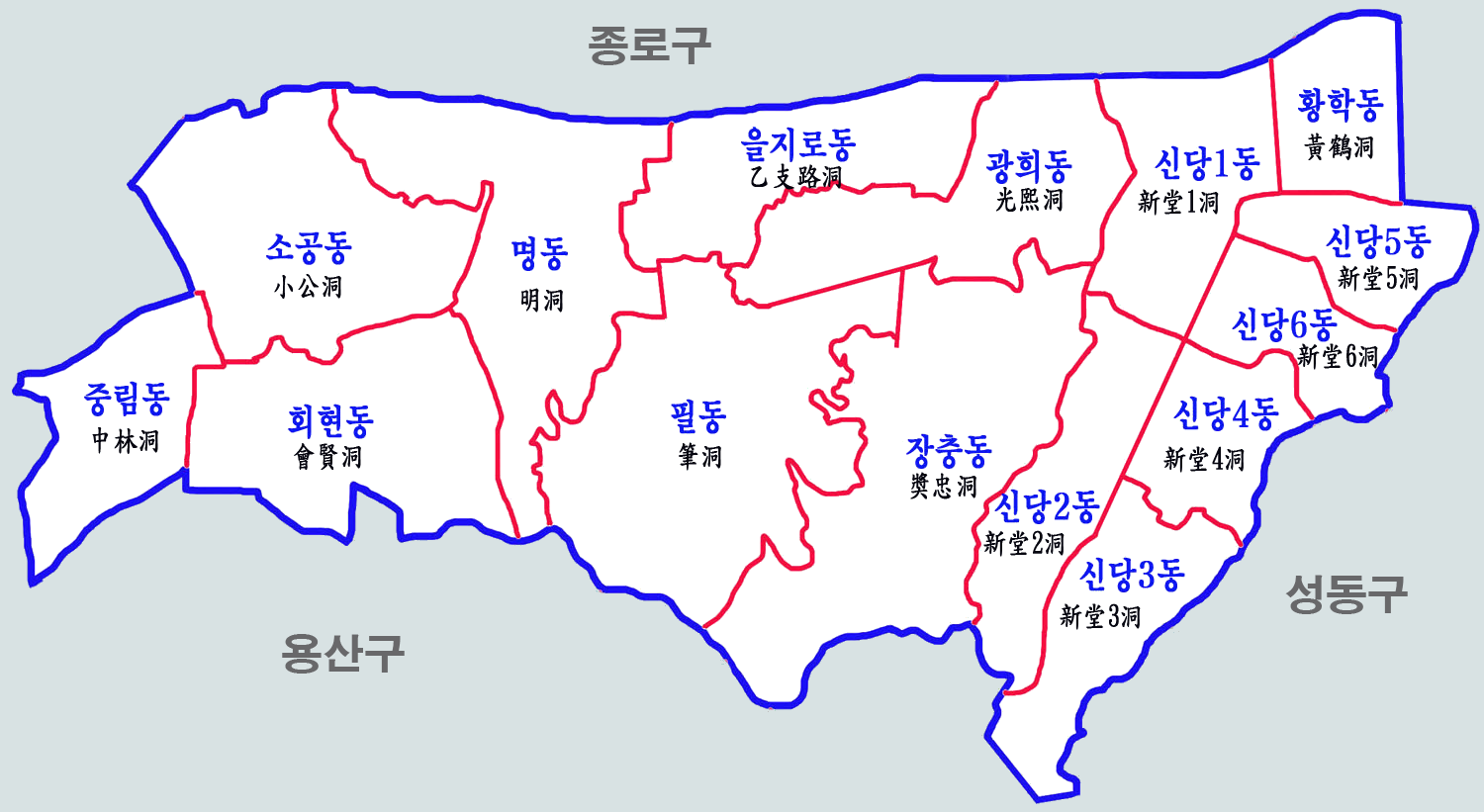
中区の行政洞

## 法定洞
管轄の法定洞は以下のとおりである。
- 小公洞 （ソゴンドン、소공동）
- 北倉洞 （プクチャンドン、북창동）
- 太平路2街 （テピョンノイガ、태평로2가）
- 南大門路2街 （ナムデムンノイガ、남대문로2가）
- 南大門路3街 （ナムデムンノサムガ、남대문로3가）
- 南大門路4街 （ナムデムンノサガ、남대문로4가）
- 蓬莱洞1街 （ポンネドンイルガ、봉래동1가）
- 西小門洞 （ソソムンドン、서소문동）
- 貞洞 （チョンドン、정동）
- 巡和洞 （スナドン、순화동）
- 義州路1街 （ウィジュロイルガ、의주로1가）
- 忠正路1街 （チュンジョンノイルガ、충정로1가）

## 観光地
- 圜丘壇
- 重明殿
- 崇礼門（南大門）
- 徳寿宮